# Italijansko nogometno prvenstvo 1920-21
Italijansko nogometno prvenstvo 1920-21.
Zmagovalna ekipa je bila U.S. Pro Vercelli Calcio.

## Predligaške kvalifikacije

### Ligurija

#### Krog 1
| Ekipa #1   | Rez. | Ekipa #2         |
| ---------- | ---- | ---------------- |
| Rivarolese | 2-1  | Serenitas Genova |
| Rivarolese | 2-1  | F.S. Sestrese    |

#### Krog 2
| Ekipa #1      | Rez. | Ekipa #2         |
| ------------- | ---- | ---------------- |
| F.S. Sestrese | 3-1  | Serenitas Genova |

### Rezultati
Rivarolese in Sestrese sta bili sprejeti v 1a Categoria.

## Severna Italija

### Kvalifikacije

#### Ligurija

##### Razvrstitev
|    | Ekipa           | Točke | GP | W | D | L  | GF | GA | +/- | Opombe             |
| -- | --------------- | ----- | -- | - | - | -- | -- | -- | --- | ------------------ |
| 1. | Andrea Doria    | 22    | 14 | 9 | 4 | 1  | 33 | 9  | +24 | Se uvrstila naprej |
| 2. | Genoa           | 19    | 14 | 8 | 3 | 3  | 23 | 8  | +15 | Se uvrstila naprej |
| 3. | Spezia          | 17    | 14 | 6 | 5 | 3  | 17 | 9  | +8  |                    |
| 3. | Savona          | 17    | 14 | 6 | 5 | 3  | 15 | 12 | +3  |                    |
| 5. | Sampierdarenese | 16    | 14 | 7 | 2 | 5  | 17 | 15 | +2  |                    |
| 6. | S.P.E.S. Genova | 12    | 14 | 5 | 2 | 7  | 16 | 27 | -11 |                    |
| 7. | Sestrese        | 9     | 14 | 2 | 5 | 7  | 11 | 23 | -12 |                    |
| 8. | Rivarolese      | 0     | 14 | 0 | 0 | 14 | 3  | 32 | -29 | Relegacija         |

##### Tabela rezultatov
Domače ekipe so navedene v levem stolpcu, medtem ko so gostujoče v zgornji vrstici.
|                 | Andrea Doria | Genoa  | Rivarolese | Sampierdarenese | Savona | Sestrese | Spes GE | Spezia |
| --------------- | ------------ | ------ | ---------- | --------------- | ------ | -------- | ------- | ------ |
| Andrea Doria    |              | 2-0    | 3-1        | 1-0             | 2-0    | 6-1      | 3-0     | 1-1    |
| Genoa           | 2-0          |        | 2-0(*)     | 0-1             | 2-0    | 3-0      | 5-0     | 1-0    |
| Rivarolese      | 0-2(*)       | 0-2(*) |            | 1-4             | 0-2(*) | 0-2      | 0-2     | 0-2(*) |
| Sampierdarenese | 1-4          | 0-2    | 2-0(*)     |                 | 2-0    | 2-1      | 1-0     | 0-1    |
| Savona          | 0-0          | 2-1    | 2-0(*)     | 2-2             |        | 1-0      | 3-1     | 1-0    |
| Sestrese        | 1-1          | 1-1    | 2-0(*)     | 1-1             | 1-1    |          | 0-2     | 0-0    |
| Spes GE         | 1-7          | 1-1    | 2-0(*)     | 0-1             | 1-1    | 3-1      |         | 2-0    |
| Spezia          | 1-1          | 1-1    | 3-1        | 2-0             | 0-0    | 2-0      | 4-1     |        |

(*) Predaja. Rivarolese je bila izločena v nižjo ligo s strani Federazione Italiana Giuoco Calcio zaradi incidentov navijačev kluba med tekmo Rivarolese-Savona (0-2). Vse naslednje tekme Rivaroleseja so bile zapisane kot predaje. Rivarolese je bila pozneje ponovno sprejeta v prvenstvo.

#### Piedmont

##### Skupina A
Razvrstitev
|    | Ekipa          | Točke | GP | W | D | L | GF | GA | +/- | Opombe             |
| -- | -------------- | ----- | -- | - | - | - | -- | -- | --- | ------------------ |
| 1. | Novara         | 16    | 10 | 7 | 2 | 1 | 31 | 8  | +23 | Se uvrstila naprej |
| 1. | Torino         | 16    | 10 | 7 | 2 | 1 | 25 | 12 | +13 | Se uvrstila naprej |
| 3. | U.S. Torinese  | 13    | 10 | 6 | 1 | 3 | 26 | 15 | +11 | Končnica           |
| 4. | Juventus       | 11    | 10 | 4 | 3 | 3 | 27 | 14 | +7  |                    |
| 5. | Pastore Torino | 3     | 10 | 1 | 1 | 8 | 10 | 33 | -23 |                    |
| 6. | Carignano      | 1     | 10 | 0 | 1 | 9 | 5  | 42 | -37 | Relegacija         |

Tabela rezultatov
Domače ekipe so navedene v levem stolpcu, medtem ko so gostujoče v zgornji vrstici.
|             | Carignano | Juventus | Novara | Pastore | Torino | US Torinese |
| ----------- | --------- | -------- | ------ | ------- | ------ | ----------- |
| Carignano   |           | 1-5      | 0-6    | 1-2     | 1-6    | 0-5         |
| Juventus    | 7-1       |          | 1-1    | 5-0     | 2-2    | 2-2         |
| Novara      | 4-0       | 3-0      |        | 2-0(*)  | 1-1    | 2-1         |
| Pastore     | 1-1       | 0-4      | 0-6    |         | 2-4    | 1-4         |
| Torino      | 1-0       | 2-0      | 3-2    | 3-2     |        | 3-1         |
| US Torinese | 5-0       | 2-1      | 2-4    | 3-2     | 1-0    |             |

(*) Predaja

##### Skupina B
Razvrstitev
|    | Ekipa          | Točke | GP | W | D | L  | GF | GA | +/- | Opombe             |
| -- | -------------- | ----- | -- | - | - | -- | -- | -- | --- | ------------------ |
| 1. | Alessandria    | 19    | 10 | 9 | 1 | 0  | 37 | 3  | +34 | Se uvrstila naprej |
| 2. | Pro Vercelli   | 13    | 10 | 6 | 1 | 3  | 24 | 10 | +14 | Se uvrstila naprej |
| 3. | Casale         | 12    | 10 | 6 | 0 | 4  | 18 | 10 | +8  | Končnica           |
| 4. | Biellese       | 11    | 10 | 5 | 1 | 4  | 16 | 18 | -2  |                    |
| 5. | Valenzana      | 5     | 10 | 2 | 1 | 7  | 12 | 25 | -13 |                    |
| 6. | Amatori Torino | 0     | 10 | 0 | 0 | 10 | 3  | 44 | -41 | Relegacija         |

Tabela rezultatov
Domače ekipe so navedene v levem stolpcu, medtem ko so gostujoče v zgornji vrstici.
|              | Alessandria | Amatori TO | Biellese | Casale | Pro Vercelli | Valenzana |
| ------------ | ----------- | ---------- | -------- | ------ | ------------ | --------- |
| Alessandria  |             | 13-0       | 2-0(*)   | 3-1    | 1-0          | 5-0       |
| Amatori TO   | 0-2(*)      |            | 0-2(*)   | 0-5    | 1-4          | 2-4       |
| Biellese     | 1-6         | 5-0        |          | 2-1    | 2-0(*)       | 3-1       |
| Casale       | 1-2         | 2-0(*)     | 3-0      |        | 2-0(*)       | 1-0       |
| Pro Vercelli | 0-0         | 4-0        | 5-1      | 2-0    |              | 6-1       |
| Valenzana    | 0-3         | 3-0        | 0-0      | 1-2    | 2-3          |           |

(*) Predaja

##### Kvalifikacijska končnica
20. februar 1921, Vercelli.
| Ekipa #1 | Rez.     | Ekipa #2      |
| -------- | -------- | ------------- |
| Casale   | 0-0(pod) | U.S. Torinese |

Povratna tekma
20. marec 1921, Vercelli.
| Ekipa #1 | Rez. | Ekipa #2      |
| -------- | ---- | ------------- |
| Casale   | 0-2  | U.S. Torinese |

U.S. Torinese se je uvrstila naprej v polfinale Severne Italije.

#### Lombardija

##### Skupina A
Razvrstitev
|    | Ekipa             | Točke | GP | W | D | L | GF | GA | +/- | Opombe             |
| -- | ----------------- | ----- | -- | - | - | - | -- | -- | --- | ------------------ |
| 1. | Internazionale    | 12    | 6  | 6 | 0 | 0 | 47 | 8  | +39 | Se uvrstila naprej |
| 2. | Casteggio         | 7     | 6  | 3 | 1 | 2 | 18 | 12 | +6  |                    |
| 3. | G.C. Legnanesi    | 5     | 6  | 2 | 1 | 3 | 16 | 20 | -4  |                    |
| 4. | Ausonia Pro Gorla | 0     | 6  | 0 | 0 | 6 | 1  | 42 | -41 | Relegacija         |

Tabela rezultatov
Domače ekipe so navedene v levem stolpcu, medtem ko so gostujoče v zgornji vrstici.
|                | Ausonia P.G. | Casteggio | GC Legnanesi | Internazionale |
| -------------- | ------------ | --------- | ------------ | -------------- |
| Ausonia P.G.   |              | 1-2       | 0-7          | 0-14           |
| Casteggio      | 5-0          |           | 2-2          | 3-4            |
| GC Legnanesi   | 5-0          | 0-3       |              | 2-3            |
| Internazionale | 14-0         | 5-3       | 12-0         |                |

##### Skupina B
Razvrstitev
|    | Ekipa                   | Točke | GP | W | D | L | GF | GA | +/- | Opombe             |
| -- | ----------------------- | ----- | -- | - | - | - | -- | -- | --- | ------------------ |
| 1. | Milano                  | 11    | 6  | 5 | 1 | 0 | 21 | 5  | +16 | Se uvrstila naprej |
| 2. | Pro Patria et Libertate | 8     | 6  | 4 | 0 | 2 | 10 | 10 | 0   |                    |
| 3. | Cremonese               | 5     | 6  | 2 | 1 | 3 | 9  | 9  | 0   |                    |
| 4. | Monza                   | 0     | 6  | 0 | 0 | 6 | 2  | 18 | -16 | Relegacija         |

Tabela rezultatov
Domače ekipe so navedene v levem stolpcu, medtem ko so gostujoče v zgornji vrstici.
|            | Cremonese | Milano | Monza | Pro Patria |
| ---------- | --------- | ------ | ----- | ---------- |
| Cremonese  |           | 1-2    | 4-0   | 1-2        |
| Milano     | 2-2       |        | 5-0   | 7-1        |
| Monza      | 0-1       | 1-4    |       | 0-2        |
| Pro Patria | 3-0       | 0-1    | 2-1   |            |

##### Skupina C
Razvrstitev
|    | Ekipa         | Točke | GP | W | D | L | GF | GA | +/- | Opombe                 |
| -- | ------------- | ----- | -- | - | - | - | -- | -- | --- | ---------------------- |
| 1. | U.S. Milanese | 12    | 6  | 6 | 0 | 0 | 24 | 4  | +20 | Se uvrstila naprej     |
| 2. | Pavia         | 8     | 6  | 4 | 0 | 2 | 11 | 6  | +5  |                        |
| 3. | Varese        | 2     | 6  | 1 | 0 | 5 | 4  | 14 | -10 | Končnica               |
| 3. | Pro Sesto     | 2     | 6  | 1 | 0 | 5 | 6  | 21 | -15 | Relegacija po končnici |

Tabela rezultatov
Domače ekipe so navedene v levem stolpcu, medtem ko so gostujoče v zgornji vrstici.
|             | Pavia | Pro Sesto | US Milanese | Varese |
| ----------- | ----- | --------- | ----------- | ------ |
| Pavia       |       | 2-0       | 0-1         | 3-0    |
| Pro Sesto   | 2-3   |           | 0-2         | 1-0    |
| US Milanese | 2-1   | 12-2      |             | 3-0    |
| Varese      | 1-2   | 2-1       | 1-4         |        |

Relegacijska končnica
5. december 1920, Busto Arsizio.
| Ekipa #1  | Rez.     | Ekipa #2 |
| --------- | -------- | -------- |
| Pro Sesto | 1-2(pod) | Varese   |

##### Skupina D
Razvrstitev
|    | Ekipa   | Točke | GP | W | D | L | GF | GA | +/- | Opombe                 |
| -- | ------- | ----- | -- | - | - | - | -- | -- | --- | ---------------------- |
| 1. | Legnano | 10    | 6  | 4 | 2 | 0 | 17 | 3  | +14 | Se uvrstila naprej     |
| 2. | Como    | 8     | 6  | 3 | 2 | 1 | 12 | 10 | +2  |                        |
| 3. | Chiasso | 3     | 6  | 1 | 1 | 4 | 7  | 14 | -7  | Končnica               |
| 3. | Stelvio | 3     | 6  | 0 | 3 | 3 | 4  | 13 | -9  | Relegacija po končnici |

Tabela rezultatov
Domače ekipe so navedene v levem stolpcu, medtem ko so gostujoče v zgornji vrstici.
|         | Chiasso | Como | Legnano | Stelvio |
| ------- | ------- | ---- | ------- | ------- |
| Chiasso |         | 0-3  | 0-4     | 3-0     |
| Como    | 3-2     |      | 1-1     | 3-0     |
| Legnano | 3-1     | 5-0  |         | 3-0     |
| Stelvio | 1-1     | 2-2  | 1-1     |         |

Relegacijska končnica
5. december 1920, Saronno.
| Ekipa #1 | Rez. | Ekipa #2 |
| -------- | ---- | -------- |
| Chiasso  | 2-0  | Stelvio  |

Tekma je bila razveljavljena zaradi nepravilnosti.
Povratna tekma
19. december 1920, Saronno.
| Ekipa #1 | Rez. | Ekipa #2 |
| -------- | ---- | -------- |
| Chiasso  | 1-0  | Stelvio  |

##### Skupina E
Razvrstitev
|    | Ekipa           | Točke | GP | W | D | L | GF | GA | +/- | Opombe             |
| -- | --------------- | ----- | -- | - | - | - | -- | -- | --- | ------------------ |
| 1. | Saronno         | 9     | 6  | 4 | 1 | 1 | 12 | 7  | +5  | Se uvrstila naprej |
| 2. | Libertas Milano | 6     | 6  | 2 | 2 | 2 | 12 | 9  | +3  |                    |
| 2. | Brescia         | 6     | 6  | 2 | 2 | 2 | 10 | 9  | +1  |                    |
| 4. | Atalanta        | 3     | 6  | 1 | 1 | 4 | 6  | 15 | -9  | Relegacija         |

Tabela rezultatov
Domače ekipe so navedene v levem stolpcu, medtem ko so gostujoče v zgornji vrstici.
|             | Atalanta | Brescia | Libertas MI | Saronno |
| ----------- | -------- | ------- | ----------- | ------- |
| Atalanta    |          | 1-1     | 1-0         | 1-2     |
| Brescia     | 3-2      |         | 1-1         | 3-1     |
| Libertas MI | 7-1      | 2-1     |             | 1-4     |
| Saronno     | 2-0      | 2-1     | 1-1         |         |

##### Skupina F
Razvrstitev
|    | Ekipa               | Točke | GP | W | D | L | GF | GA | +/- | Opombe             |
| -- | ------------------- | ----- | -- | - | - | - | -- | -- | --- | ------------------ |
| 1. | Trevigliese         | 10    | 6  | 5 | 0 | 1 | 13 | 7  | +6  | Se uvrstila naprej |
| 2. | Juventus Italia     | 8     | 6  | 4 | 0 | 2 | 16 | 9  | +7  |                    |
| 3. | Nazionale Lombardia | 4     | 6  | 2 | 0 | 4 | 11 | 20 | -9  |                    |
| 4. | Enotria Goliardo    | 2     | 6  | 1 | 0 | 5 | 12 | 16 | -4  | Relegacija         |

Tabela rezultatov
Domače ekipe so navedene v levem stolpcu, medtem ko so gostujoče v zgornji vrstici.
|                | Enotria | Juv. Italia | Naz. Lombardia | Trevigliese |
| -------------- | ------- | ----------- | -------------- | ----------- |
| Enotria        |         | 0-1         | 2-3            | 1-2         |
| Juv. Italia    | 4-2     |             | 7-0            | 2-1         |
| Naz. Lombardia | 3-6     | 3-1         |                | 2-3         |
| Trevigliese    | 3-1     | 3-1         | 1-0            |             |

##### Finalni krog
Razvrstitev
|    | Ekipa          | Točke | GP | W | D | L | GF | GA | +/- | Opombe             |
| -- | -------------- | ----- | -- | - | - | - | -- | -- | --- | ------------------ |
| 1. | Legnano        | 17    | 10 | 8 | 1 | 1 | 22 | 9  | +13 | Se uvrstila naprej |
| 2. | Internazionale | 16    | 10 | 6 | 4 | 0 | 26 | 8  | +16 | Se uvrstila naprej |
| 3. | U.S. Milanese  | 11    | 10 | 5 | 1 | 4 | 15 | 14 | +1  | Se uvrstila naprej |
| 4. | Milano         | 8     | 10 | 3 | 2 | 5 | 14 | 11 | +3  | Se uvrstila naprej |
| 5. | Saronno        | 6     | 10 | 3 | 0 | 7 | 14 | 30 | -16 |                    |
| 6. | Trevigliese    | 2     | 10 | 1 | 0 | 9 | 9  | 28 | -19 |                    |

Tabela rezultatov
Domače ekipe so navedene v levem stolpcu, medtem ko so gostujoče v zgornji vrstici.
|                | Internazionale | Legnano | Milano | Saronno | Trevigliese | US Milanese |
| -------------- | -------------- | ------- | ------ | ------- | ----------- | ----------- |
| Internazionale |                | 4-1     | 0-0    | 5-1     | 4-0         | 2-1         |
| Legnano        | 1-1            |         | 1-0    | 4-1     | 6-2         | 4-0         |
| Milano         | 1-1            | 1-2     |        | 2-3     | 1-0         | 0-1         |
| Saronno        | 0-4            | 0-1     | 1-7    |         | 5-1         | 0-2         |
| Trevigliese    | 1-3            | 0-1     | 1-2    | 2-0(*)  |             | 1-2         |
| US Milanese    | 2-2            | 0-1     | 1-0    | 2-3     | 4-1         |             |

- (*) Predaja

#### Veneto

##### Skupina A
Razvrstitev
|    | Ekipa            | Točke | GP | W | D | L | GF | GA | +/- | Opombe             |
| -- | ---------------- | ----- | -- | - | - | - | -- | -- | --- | ------------------ |
| 1. | Petrarca Padova  | 13    | 8  | 5 | 3 | 0 | 21 | 5  | +16 | Se uvrstila naprej |
| 2. | Bentegodi Verona | 12    | 8  | 5 | 2 | 1 | 20 | 9  | +11 | Se uvrstila naprej |
| 3. | Venezia          | 9     | 8  | 3 | 3 | 2 | 12 | 7  | +5  |                    |
| 4. | Udinese          | 5     | 8  | 1 | 3 | 4 | 10 | 20 | -10 |                    |
| 5. | Treviso          | 1     | 8  | 0 | 1 | 7 | 5  | 27 | -22 |                    |

Tabela rezultatov
Domače ekipe so navedene v levem stolpcu, medtem ko so gostujoče v zgornji vrstici.
|           | Bentegodi | Petrarca | Treviso | Udinese | Venezia |
| --------- | --------- | -------- | ------- | ------- | ------- |
| Bentegodi |           | 2-2      | 2-1     | 5-0     | 1-1     |
| Petrarca  | 3-1       |          | 6-0     | 4-0     | 1-1     |
| Treviso   | 1-6       | 0-2      |         | 2-5     | 0-2     |
| Udinese   | 1-2       | 1-1      | 1-1     |         | 1-1     |
| Venezia   | 0-1       | 0-2      | 3-0     | 4-1     |         |

##### Skupina B
Razvrstitev
|    | Ekipa         | Točke | GP | W | D | L | GF | GA | +/- | Opombe             |
| -- | ------------- | ----- | -- | - | - | - | -- | -- | --- | ------------------ |
| 1. | Hellas Verona | 13    | 8  | 6 | 1 | 1 | 19 | 7  | +12 | Se uvrstila naprej |
| 2. | Padova        | 12    | 8  | 5 | 2 | 1 | 19 | 8  | +11 | Se uvrstila naprej |
| 3. | Vicenza       | 10    | 8  | 4 | 2 | 2 | 11 | 8  | +3  |                    |
| 4. | Schio         | 4     | 8  | 1 | 2 | 5 | 8  | 15 | -7  |                    |
| 5. | Dolo          | 1     | 8  | 0 | 1 | 7 | 8  | 27 | -19 |                    |

Tabela rezultatov
Domače ekipe so navedene v levem stolpcu, medtem ko so gostujoče v zgornji vrstici.
|           | Dolo | Hellas VR | Padova | Schio | Vicenza |
| --------- | ---- | --------- | ------ | ----- | ------- |
| Dolo      |      | 3-4       | 1-5    | 0-0   | 1-2     |
| Hellas VR | 6-0  |           | 1-1    | 4-1   | 1-0     |
| Padova    | 3-2  | 2-0       |        | 4-0   | 1-2     |
| Schio     | 5-0  | 0-1       | 1-2    |       | 0-0     |
| Vicenza   | 2-1  | 0-2       | 1-1    | 4-1   |         |

##### Finalni krog
Razvrstitev
|    | Ekipa            | Točke | GP | W | D | L | GF | GA | +/- | Opombe             |
| -- | ---------------- | ----- | -- | - | - | - | -- | -- | --- | ------------------ |
| 1. | Padova           | 8     | 6  | 3 | 2 | 1 | 10 | 5  | +5  | Se uvrstila naprej |
| 2. | Bentegodi Verona | 7     | 6  | 2 | 3 | 1 | 12 | 9  | +3  | Se uvrstila naprej |
| 3. | Hellas Verona    | 6     | 6  | 2 | 2 | 2 | 7  | 9  | -2  |                    |
| 4. | Petrarca Padova  | 3     | 6  | 1 | 1 | 4 | 9  | 15 | -6  | Relegacija         |

Tabela rezultatov
Domače ekipe so navedene v levem stolpcu, medtem ko so gostujoče v zgornji vrstici.
|           | Bentegodi | Hellas VR | Padova | Petrarca |
| --------- | --------- | --------- | ------ | -------- |
| Bentegodi |           | 1-1       | 2-2    | 4-4      |
| Hellas VR | 2-1       |           | 0-0    | 3-2      |
| Padova    | 0-2(*)    | 2-1       |        | 3-0      |
| Petrarca  | 0-2(*)    | 3-0       | 0-3    |          |

#### Emilia Romagna

##### Skupina A
Razvrstitev
|    | Ekipa    | Točke | GP | W | D | L | GF | GA | +/- | Opombe             |
| -- | -------- | ----- | -- | - | - | - | -- | -- | --- | ------------------ |
| 1. | Modena   | 13    | 8  | 6 | 1 | 1 | 28 | 7  | +21 | Se uvrstila naprej |
| 2. | Parma    | 11    | 8  | 5 | 1 | 2 | 27 | 13 | +14 | Končnica           |
| 3. | Piacenza | 9     | 8  | 3 | 3 | 2 | 19 | 18 | +1  |                    |
| 4. | Reggiana | 4     | 8  | 1 | 2 | 5 | 7  | 29 | -22 |                    |
| 5. | Carpi    | 3     | 8  | 1 | 1 | 6 | 14 | 28 | -14 | Relegacija         |

Tabela rezultatov
Domače ekipe so navedene v levem stolpcu, medtem ko so gostujoče v zgornji vrstici.
|          | Carpi | Modena | Parma | Piacenza | Reggiana |
| -------- | ----- | ------ | ----- | -------- | -------- |
| Carpi    |       | 1-2    | 1-3   | 1-6      | 7-0      |
| Modena   | 6-0   |        | 3-0   | 3-0      | 6-0      |
| Parma    | 6-0   | 4-1    |       | 4-1      | 5-1      |
| Piacenza | 4-3   | 2-2    | 3-3   |          | 2-1      |
| Reggiana | 1-1   | 0-5    | 3-2   | 1-1      |          |

##### Skupina B
Razvrstitev
|    | Ekipa                 | Točke | GP | W | D | L | GF | GA | +/- | Opombe             |
| -- | --------------------- | ----- | -- | - | - | - | -- | -- | --- | ------------------ |
| 1. | Bologna               | 15    | 8  | 7 | 1 | 0 | 25 | 5  | +20 | Se uvrstila naprej |
| 2. | Mantova               | 10    | 8  | 4 | 2 | 2 | 13 | 8  | +5  | Končnica           |
| 3. | S.P.A.L.              | 7     | 8  | 2 | 3 | 3 | 6  | 14 | -8  |                    |
| 4. | Virtus G.S. Bolognese | 5     | 8  | 2 | 1 | 5 | 8  | 15 | -7  |                    |
| 5. | Nazionale Emilia      | 3     | 8  | 1 | 1 | 6 | 6  | 16 | -10 | Relegacija         |

Tabela rezultatov
Domače ekipe so navedene v levem stolpcu, medtem ko so gostujoče v zgornji vrstici.
|             | Bologna | Mantova | Naz. Emilia | Spal | Virtus BO |
| ----------- | ------- | ------- | ----------- | ---- | --------- |
| Bologna     |         | 2-1     | 4-1         | 6-0  | 2-1       |
| Mantova     | 1-1     |         | 1-0         | 1-1  | 4-1       |
| Naz. Emilia | 1-4     | 2-0     |             | 1-1  | 1-3       |
| Spal        | 0-3     | 0-2     | 2-0         |      | 1-0       |
| Virtus BO   | 0-3     | 1-3     | 1-0         | 1-1  |           |

##### Regionalni finale
6. februar in 13. marec 1921 za regijo Emilia Romagna.
| Team #1 | Agg. | Team #2 | 1st leg | 2nd leg |
| ------- | ---- | ------- | ------- | ------- |

| Bologna | 10-2 | Modena | 10-1 | 0-1 |

Povratna tekma
3. april 1921, Ferrara.
| Ekipa #1 | Rez.     | Ekipa #2 |
| -------- | -------- | -------- |
| Bologna  | 1-0(pod) | Modena   |

##### Kvalifikacijska končnica
2. in 20. februar 1921.
| Team #1 | Agg. | Team #2 | 1st leg | 2nd leg |
| ------- | ---- | ------- | ------- | ------- |

| Parma | 0-5 | Mantova | 0-1 | 0-4 |

### Polfinale

#### Skupina A

##### Razvrstitev
|    | Ekipa   | Točke | GP | W | D | L | GF | GA | +/- | Opombe             |
| -- | ------- | ----- | -- | - | - | - | -- | -- | --- | ------------------ |
| 1. | Bologna | 10    | 6  | 4 | 2 | 0 | 13 | 4  | +9  | Se uvrstila naprej |
| 2. | Genoa   | 7     | 6  | 2 | 3 | 1 | 10 | 9  | +1  |                    |
| 3. | Novara  | 6     | 6  | 2 | 2 | 2 | 7  | 7  | 0   |                    |
| 4. | Milano  | 1     | 6  | 0 | 1 | 5 | 8  | 18 | -10 |                    |

##### Tabela rezultatov
Domače ekipe so navedene v levem stolpcu, medtem ko so gostujoče v zgornji vrstici.
|         | Bologna | Genoa | Milano | Novara |
| ------- | ------- | ----- | ------ | ------ |
| Bologna |         | 1-1   | 2-0    | 3-1    |
| Genoa   | 1-2     |       | 4-3    | 1-1    |
| Milano  | 1-5     | 2-2   |        | 2-3    |
| Novara  | 0-0     | 0-1   | 2-0    |        |

#### Skupina B

##### Razvrstitev
|    | Ekipa         | Točke | GP | W | D | L | GF | GA | +/- | Opombe             |
| -- | ------------- | ----- | -- | - | - | - | -- | -- | --- | ------------------ |
| 1. | Alessandria   | 8     | 6  | 4 | 0 | 2 | 17 | 5  | +12 | Se uvrstila naprej |
| 1. | Modena        | 8     | 6  | 4 | 0 | 2 | 7  | 8  | -1  |                    |
| 3. | Andrea Doria  | 6     | 6  | 3 | 0 | 3 | 6  | 5  | +1  |                    |
| 4. | U.S. Milanese | 2     | 6  | 1 | 0 | 5 | 4  | 16 | -12 |                    |

##### Tabela rezultatov
Domače ekipe so navedene v levem stolpcu, medtem ko so gostujoče v zgornji vrstici.
|              | Alessandria | Andrea Doria | Modena | US Milanese |
| ------------ | ----------- | ------------ | ------ | ----------- |
| Alessandria  |             | 2-1          | 5-1    | 8-0         |
| Andrea Doria | 1-0         |              | 2-0    | 2-1         |
| Modena       | 1-0         | 1-0          |        | 2-1         |
| US Milanese  | 1-2         | 1-0          | 0-2    |             |

##### Kvalifikacijska končnica
3. julij 1921, Milano.
| Ekipa #1    | Rez. | Ekipa #2 |
| ----------- | ---- | -------- |
| Alessandria | 4-0  | Modena   |

#### Skupina C

##### Razvrstitev
|    | Ekipa   | Točke | GP | W | D | L | GF | GA | +/- | Opombe |
| -- | ------- | ----- | -- | - | - | - | -- | -- | --- | ------ |
| 1. | Torino  | 8     | 6  | 4 | 0 | 2 | 13 | 10 | +3  |        |
| 1. | Legnano | 8     | 6  | 4 | 0 | 2 | 10 | 8  | +2  |        |
| 3. | Padova  | 4     | 6  | 2 | 0 | 4 | 9  | 10 | -1  |        |
| 3. | Mantova | 4     | 6  | 2 | 0 | 4 | 7  | 11 | -4  |        |

##### Tabela rezultatov
Domače ekipe so navedene v levem stolpcu, medtem ko so gostujoče v zgornji vrstici.
|         | Legnano | Mantova | Padova | Torino |
| ------- | ------- | ------- | ------ | ------ |
| Legnano |         | 3-0     | 2-0    | 3-2    |
| Mantova | 2-0     |         | 3-2    | 1-3    |
| Padova  | 0-1     | 2-1     |        | 4-1    |
| Torino  | 4-1     | 1-0     | 2-1    |        |

##### Kvalifikacijska končnica
26. junij 1921, Vercelli.
| Ekipa #1 | Rez.     | Ekipa #2 |
| -------- | -------- | -------- |
| Legnano  | 1-1(pod) | Torino   |

Potrebna je bila povratna tekma, ki pa ni bila izpeljana, saj sta se obe ekipi umaknili iz prvenstva.

#### Skupina D

##### Razvrstitev
|    | Ekipa            | Točke | GP | W | D | L | GF | GA | +/- | Opombe             |
| -- | ---------------- | ----- | -- | - | - | - | -- | -- | --- | ------------------ |
| 1. | Pro Vercelli     | 10    | 6  | 5 | 0 | 1 | 13 | 4  | +9  | Se uvrstila naprej |
| 2. | U.S. Torinese    | 9     | 6  | 4 | 1 | 1 | 14 | 6  | +8  |                    |
| 3. | Internazionale   | 3     | 6  | 1 | 1 | 4 | 8  | 13 | -5  |                    |
| 4. | Bentegodi Verona | 2     | 6  | 1 | 0 | 5 | 4  | 16 | -12 |                    |

##### Tabela rezultatov
Domače ekipe so navedene v levem stolpcu, medtem ko so gostujoče v zgornji vrstici.
|                | Bentegodi | Internazionale | Pro Vercelli | US Torinese |
| -------------- | --------- | -------------- | ------------ | ----------- |
| Bentegodi      |           | 2-0(*)         | 1-4          | 0-1         |
| Internazionale | 4-1       |                | 0-2(*)       | 4-4         |
| Pro Vercelli   | 3-0       | 2-0(*)         |              | 2-0         |
| US Torinese    | 4-0       | 2-0(*)         | 3-0          |             |

(*) Predaja

### Finale

#### Krog 1
10. julij 1921, Torino.
| Ekipa #1    | Rez. | Ekipa #2     |
| ----------- | ---- | ------------ |
| Alessandria | 0-4  | Pro Vercelli |

Bologna F.C. je napredovala neposredno v Krog 2, saj sta se Torino F.C. in A.C. Legnano umaknili iz prvenstva.

#### Krog 2
17. julij 1921, Livorno.
| Ekipa #1 | Rez.     | Ekipa #2     |
| -------- | -------- | ------------ |
| Bologna  | 1-2(pod) | Pro Vercelli |

## Južna Italija

### Kvalifikacije

#### Toskana

##### Razvrstitev
|    | Ekipa               | Točke | GP | W  | D | L  | GF | GA | +/- | Opombe             |
| -- | ------------------- | ----- | -- | -- | - | -- | -- | -- | --- | ------------------ |
| 1. | Pisa                | 25    | 14 | 12 | 1 | 1  | 40 | 11 | +19 | Se uvrstila naprej |
| 2. | Livorno             | 24    | 14 | 11 | 2 | 1  | 50 | 11 | +39 | Se uvrstila naprej |
| 3. | Lucca               | 17    | 14 | 8  | 2 | 4  | 31 | 20 | +11 |                    |
| 4. | Prato               | 13    | 14 | 7  | 0 | 7  | 21 | 22 | -1  |                    |
| 5. | Firenze             | 11    | 14 | 4  | 3 | 7  | 16 | 26 | -10 |                    |
| 6. | Libertas Firenze    | 10    | 14 | 4  | 2 | 8  | 19 | 20 | -1  |                    |
| 7. | Viareggio           | 5     | 14 | 1  | 3 | 10 | 21 | 48 | -27 |                    |
| 7. | Giovanni Gerbi Pisa | 5     | 14 | 1  | 3 | 10 | 10 | 50 | -40 |                    |

##### Tabela rezultatov
Domače ekipe so navedene v levem stolpcu, medtem ko so gostujoče v zgornji vrstici.
|             | Firenze | Gerbi Pisa | Libertas FI | Livorno | Lucca  | Pisa | Prato   | Viareggio |
| ----------- | ------- | ---------- | ----------- | ------- | ------ | ---- | ------- | --------- |
| Firenze     |         | 1-1        | 1-0         | 0-5     | 2-0(*) | 1-5  | 0-2     | 4-2       |
| Gerbi Pisa  | 0-3     |            | 3-0         | 0-5     | 2-2    | 1-4  | 1-2     | 1-1       |
| Libertas FI | 0-0     | 8-0        |             | 2-4     | 0-1    | 2-4  | 2-0(**) | 0-0       |
| Livorno     | 3-0     | 11-0       | 3-0         |         | 2-2    | 0-0  | 2-0     | 7-2       |
| Lucca       | 2-0     | 3-0        | 1-0         | 0-3     |        | 2-5  | 3-2     | 11-1      |
| Pisa        | 3-2     | 4-0        | 2-0         | 3-0     | 3-0    |      | 2-0(*)  | 2-0       |
| Prato       | 1-0     | 3-0        | 0-2         | 0-1     | 0-2    | 2-1  |         | 5-3       |
| Viareggio   | 2-2     | 3-1        | 1-3         | 2-4     | 0-2    | 1-2  | 3-4     |           |

(*) Predaja.

(**) Odločila federacija.

#### Lacij

##### Razvrstitev
|    | Ekipa          | Točke | GP | W  | D | L  | GF | GA | +/- | Opombe             |
| -- | -------------- | ----- | -- | -- | - | -- | -- | -- | --- | ------------------ |
| 1. | Fortitudo Roma | 27    | 14 | 13 | 1 | 0  | 58 | 8  | +50 | Se uvrstila naprej |
| 2. | Lazio          | 22    | 14 | 10 | 2 | 2  | 45 | 12 | +33 | Se uvrstila naprej |
| 3. | Juventus Audax | 17    | 14 | 8  | 1 | 5  | 41 | 18 | +23 |                    |
| 4. | Pro Roma       | 14    | 14 | 6  | 2 | 6  | 25 | 37 | -12 |                    |
| 5. | Audace Roma    | 11    | 14 | 5  | 1 | 8  | 30 | 34 | -4  |                    |
| 6. | U.S. Romana    | 10    | 14 | 5  | 0 | 9  | 23 | 35 | -12 |                    |
| 7. | Vittoria Roma  | 7     | 14 | 2  | 3 | 9  | 12 | 44 | -32 |                    |
| 8. | Roman          | 4     | 14 | 1  | 2 | 11 | 13 | 59 | -46 |                    |

##### Tabela rezultatov
Domače ekipe so navedene v levem stolpcu, medtem ko so gostujoče v zgornji vrstici.
|             | Audace | Fortitudo | Juv. Audax | Lazio | Pro Roma | Roman | US Romana | Vittoria RM |
| ----------- | ------ | --------- | ---------- | ----- | -------- | ----- | --------- | ----------- |
| Audace      |        | 1-4       | 1-2        | 0-9   | 1-2      | 3-0   | 4-0       | 5-0         |
| Fortitudo   | 6-3    |           | 3-0        | 1-1   | 4-2      | 11-0  | 4-0       | 4-0         |
| Juv. Audax  | 2-2    | 1-3       |            | 3-0   | 8-1      | 9-0   | 6-2       | 1-2         |
| Lazio       | 2-0    | 0-1       | 2-0        |       | 4-0      | 6-0   | 2-1       | 6-1         |
| Pro Roma    | 4-1    | 0-6       | 1-0        | 2-5   |          | 4-0   | 1-2       | 2-1         |
| Roman       | 1-6    | 0-1       | 1-2        | 1-5   | 3-3      |       | 1-2       | 1-1         |
| US Romana   | 0-2    | 0-5       | 0-5        | 1-2   | 1-2      | 3-1   |           | 6-0         |
| Vittoria RM | 2-2    | 3-1       | 1-3        | 2-4   | 0-2      | 1-2   | 3-4       |             |

#### Kampanija

##### Skupina A
Razvrstitev
|    | Ekipa       | Točke | GP | W | D | L | GF | GA | +/- | Opombe             |
| -- | ----------- | ----- | -- | - | - | - | -- | -- | --- | ------------------ |
| 1. | Puteolana   | 11    | 6  | 5 | 1 | 0 | 17 | 4  | +13 | Se uvrstila naprej |
| 2. | Naples      | 8     | 6  | 4 | 0 | 2 | 18 | 8  | +10 | Se uvrstila naprej |
| 3. | Savoia      | 5     | 6  | 2 | 1 | 3 | 8  | 21 | -13 |                    |
| 4. | Salernitana | 0     | 6  | 0 | 0 | 6 | 1  | 11 | -10 |                    |

Tabela rezultatov
Domače ekipe so navedene v levem stolpcu, medtem ko so gostujoče v zgornji vrstici.
|             | Naples | Puteolana | Salernitana | Savoia |
| ----------- | ------ | --------- | ----------- | ------ |
| Naples      |        | 1-2       | 2-0(*)      | 4-2    |
| Puteolana   | 3-1    |           | 2-1         | 7-0    |
| Salernitana | 0-1    | 0-2(*)    |             | 0-2    |
| Savoia      | 1-9    | 1-1       | 2-0(*)      |        |

##### Skupina B
Razvrstitev
|    | Ekipa                 | Točke | GP | W | D | L | GF | GA | +/- | Opombe             |
| -- | --------------------- | ----- | -- | - | - | - | -- | -- | --- | ------------------ |
| 1. | Internazionale Napoli | 9     | 6  | 4 | 1 | 1 | 13 | 5  | +8  | Se uvrstila naprej |
| 1. | Bagnolese             | 9     | 6  | 4 | 1 | 1 | 13 | 6  | +7  | Se uvrstila naprej |
| 3. | Pro Napoli            | 6     | 6  | 3 | 0 | 3 | 10 | 6  | +4  |                    |
| 4. | Audacia Napoli        | 0     | 6  | 0 | 0 | 6 | 3  | 22 | -19 |                    |

Tabela rezultatov
Domače ekipe so navedene v levem stolpcu, medtem ko so gostujoče v zgornji vrstici.
|               | Audacia NA | Bagnolese | Inter. Napoli | Pro Napoli |
| ------------- | ---------- | --------- | ------------- | ---------- |
| Audacia NA    |            | 0-3       | 0-6           | 1-4        |
| Bagnolese     | 4-1        |           | 1-1           | 2-0        |
| Inter. Napoli | 2-1        | 3-1       |               | 0-2        |
| Pro Napoli    | 3-0        | 1-2       | 0-1           |            |

##### Finalni krog
Razvrstitev
|    | Ekipa                 | Točke | GP | W | D | L | GF | GA | +/- | Opombe             |
| -- | --------------------- | ----- | -- | - | - | - | -- | -- | --- | ------------------ |
| 1. | Naples                | 7     | 6  | 5 | 0 | 1 | 11 | 6  | +5  | Se uvrstila naprej |
| 2. | Bagnolese             | 6     | 6  | 3 | 0 | 3 | 7  | 5  | +2  | Se uvrstila naprej |
| 3. | Internazionale Napoli | 1     | 6  | 0 | 1 | 5 | 2  | 10 | -8  |                    |
| 4. | Puteolana             | 10    | 6  | 5 | 0 | 1 | 11 | 6  | +5  | (*)                |

(*) Puteolana je bila premeščena na zadnje mesto s strani Italijanske nogometne federacije zaradi nepravilnosti.
Tabela rezultatov
Domače ekipe so navedene v levem stolpcu, medtem ko so gostujoče v zgornji vrstici.
|               | Bagnolese | Inter. Napoli | Naples | Puteolana |
| ------------- | --------- | ------------- | ------ | --------- |
| Bagnolese     |           | 1-0           | 2-0    | 1-2       |
| Inter. Napoli | 0-2(*)    |               | 1-2    | 1-3       |
| Naples        | 2-1       | 0-0           |        | 2-0(*)    |
| Puteolana     | 1-0       | 2-0           | 3-2    |           |

(*) Predaja

### Polfinale

#### Skupina A

##### Razvrstitev
|    | Ekipa   | Točke | GP | W | D | L | GF | GA | +/- | Opombe             |
| -- | ------- | ----- | -- | - | - | - | -- | -- | --- | ------------------ |
| 1. | Livorno | 8     | 4  | 4 | 0 | 0 | 13 | 4  | +9  | Se uvrstila naprej |
| 2. | Naples  | 3     | 4  | 1 | 1 | 2 | 11 | 13 | -2  |                    |
| 3. | Lazio   | 1     | 4  | 0 | 1 | 3 | 7  | 14 | -7  |                    |

##### Tabela rezultatov
Domače ekipe so navedene v levem stolpcu, medtem ko so gostujoče v zgornji vrstici.
|         | Lazio | Livorno | Naples |
| ------- | ----- | ------- | ------ |
| Lazio   |       | 1-2     | 4-4    |
| Livorno | 4-0   |         | 5-2    |
| Naples  | 4-2   | 1-2     |        |

#### Skupina B

##### Razvrstitev
|    | Ekipa          | Točke | GP | W | D | L | GF | GA | +/- | Opombe             |
| -- | -------------- | ----- | -- | - | - | - | -- | -- | --- | ------------------ |
| 1. | Pisa           | 7     | 4  | 3 | 1 | 0 | 13 | 2  | +11 | Se uvrstila naprej |
| 2. | Fortitudo Roma | 5     | 4  | 2 | 1 | 1 | 11 | 3  | +8  |                    |
| 3. | Bagnolese      | 0     | 4  | 0 | 0 | 4 | 2  | 21 | -19 |                    |

##### Tabela rezultatov
Domače ekipe so navedene v levem stolpcu, medtem ko so gostujoče v zgornji vrstici.
|           | Bagnolese | Fortitudo | Pisa |
| --------- | --------- | --------- | ---- |
| Bagnolese |           | 1-3       | 0-3  |
| Fortitudo | 7-0       |           | 1-2  |
| Pisa      | 8-1       | 0-0       |      |

### Finale
3. julij 1921, Bologna.
| Ekipa #1 | Rez. | Ekipa #2 |
| -------- | ---- | -------- |
| Livorno  | 0-1  | Pisa     |

## Državni finale
24. julij 1921, Torino.
| Ekipa #1 | Rez. | Ekipa #2     |
| -------- | ---- | ------------ |
| Pisa     | 1-2  | Pro Vercelli |